# Takeda Nobuyoshi
Takeda Nobuyoshi (Japans: 武田 信吉) (19 oktober 1583 - 15 oktober 1603) was een Japanse daimyo tijdens de vroege Edo-periode. Hij werd geboren als Tokugawa Fukumatsumaru en was een zoon van Tokugawa Ieyasu. Zijn moeder zou Otoma zijn geweest, een dochter van Akiyama Torayasu, een vazal van de Takeda-clan. Ieyasu had medelijden met de vernietigde Takeda-clan en veranderde de naam van zijn zoon in Takeda Manchiyomaru en vervolgens in Takeda Shichirō Nobuyoshi. Hij vertrouwde de zorg over de jongen toe aan Anayama van de provincie Kai.
Nadat Ieyasu zijn gebied inruilde voor een gebied in de Kanto regio, kreeg Nobuyoshi een heerlijkheid van 30.000 koku rondom kasteel Kogane in de provincie Shomosa. Hierna kreeg hij kasteel Sakura, en een heerlijkheid van 100.000 koku. In 1600 gaf een zegevierende Ieyasu zijn zoon de heerlijkheid Mito van 250.000 koku. Nobuyoshi, die reeds sinds zijn geboorte ziekelijk was, zou echter kort hierop sterven in de leeftijd van 20 jaar. Met de dood van Nobuyoshi kwam er een tweede einde aan de Takeda van Kai.